# It's Only Love (Bryan Adams)
(Jim Vallance)
It's Only Love è un duetto rock registrato dal cantante canadese Bryan Adams insieme alla statunitense Tina Turner.
Il brano è stato incluso nell'album di Adams Reckless ed in quello della Turner Tina Live in Europe, oltre ad essere presente in numerosi greatest hits di entrambi gli artisti So Far So Good e Anthology per Bryan Adams e All the Best per Tina Turner.
La canzone ha raggiunto la posizione 15 nella Billboard Hot 100, la posizione 29 nella Official Singles Chart. Sia la canzone stessa che il video musicale sono stati nominati per un Grammy Awards e ha vinto l'MTV Video Music Awards per la Miglior performance vocale rock di un duo o di un gruppo.

## Storia
La canzone all'inizio doveva essere da solista per Adams. Durante la realizzazione dell'album Private Dancer di Tina Turner, il produttore John Carter chiese ad Adams di scrivere una canzone per Turner, Adams in quel periodo era impegnato a sua volta per la realizzazione di Reckless, ma non aveva una canzone da proporre, anzi lo stesso Adams chiese al produttore se Tina Turner avrebbe cantato nel suo album in realizzazione, ma non ricevette risposta. In quel periodo Tina Turner aveva rilasciato il singolo What's Love Got to Do with It che stava riscuotendo grande successo, Adams voleva fare un duetto con la cantante. L'occasione ci fu quando Tina Turner era in tour con Lionel Richie, per promuovere l'album Can't Slow Down, a Vancouver. Il giorno prima che Tina Turner arrivasse a Vancouver per un concerto, Adams ha contattato il suo agente, Roger Davies, al quale ha detto che voleva incontrarla, quindi dopo il suo spettacolo, è andato nel retroscena e le fece ascoltare la registrazione della canzone. Tina Turner gli ha detto che amava la canzone e ha accettato di registrare la sua parte per "It's Only Love" il giorno successivo.
Adams ha dichiarato a Songfacts che questa è stata una delle collaborazioni più memorabili che abbia mai fatto. Ha spiegato: "Lavorare con Tina Turner è fantastico. Andavo a vederla nei club quando ero nella tarda adolescenza / 20 anni prima che arrivasse alla grande. È stato fantastico vederla". Ha aggiunto: "È stato un privilegio aver cantato con lei, soprattutto perché all'epoca avevo solo 24 anni".

## Video musicale
Il video è una clip dal vivo, registrato presso la Resorts World Arena (all'epoca Nec Arena) di Birmingham, del Private Dancer Tour del 1985 di Tina Turner è stato il primo video musicale in assoluto a utilizzare la tecnologia skycam. Inizia con Turner, che indossa il suo caratteristico mini abito in pelle nera e giacca di jeans, presentando il giovane canadese Bryan Adams. Poi si unisce a lei sul palco per un'esibizione dal vivo della canzone.
Nel corso degli anni sono stati rilasciati altri video nel canale ufficiale YouTube di Adams, prevalentemente dal vivo della canzone fra cui Live in Lisbon del 2005.

## Tracce
12" Maxi
1. It's Only Love - 3:15
2. Cuts Like A Knife - 5:16
3. It's Only Love (Live Version) - 3:32

7" Single
1. It's Only Love - 3:15
2. The Best Was Yet To Come - 3:04

7" Single tedesco
1. It's Only Love - 3:15
2. Cuts Like A Knife - 5:16

## Membri della registrazione
- Bryan Adams — voce solista e di accompagnamento, chitarra ritmica
- Tina Turner — voce solista e di supporto
- Tommy Mandel — tastiere
- Keith Scott —  chitarra solista
- Dave Taylor — basso
- Mickey Curry — batteria

## Classifiche
| Classifica (1985-1986)      | Posizione più alta |
| --------------------------- | ------------------ |
| Australia                   | 52                 |
| Austria                     | 30                 |
| Belgio                      | 22                 |
| Canada                      | 14                 |
| Paesi Bassi                 | 20                 |
| Germania                    | 44                 |
| Irlanda                     | 16                 |
| Nuova Zelanda               | 37                 |
| Spagna                      | 34                 |
| Svizzera                    | 16                 |
| Regno Unito                 | 29                 |
| U.S. Billboard Hot 100      | 15                 |
| U.S. Mainstream Rock Tracks | 7                  |

## Riconoscimenti
| Anno | Evento                 | Categoria                                                       | Nomination     | Risultato       |
| ---- | ---------------------- | --------------------------------------------------------------- | -------------- | --------------- |
| 1986 | Grammy Awards          | Best Rock Vocal Performance by a Duo or Group                   | It's Only Love | Candidato/a     |
| 1986 | MTV Video Music Awards | Best Stage Performance Video                                    | It's Only Love | Vincitore/trice |
| 2007 | SOCAN Awards           | SOCAN Classics Award per oltre 100.000 passaggi radio in Canada | It's Only Love | Vincitore/trice |

## Altre versioni
- 1996 — Nell'album dal vivo Wembley 1996 la canzone viene interpretata in duetto con Melissa Etheridge.

## Cover
Nel corso degli anni sono state effettuate numerose cover del brano, fra cui:
- 2021 — H.E.R. e Keith Urban,in sostituzione di Bryan Adams risultato positivo al COVID-19,[19] hanno eseguito la canzone alla cerimonia di introduzione di Tina Turner alla Rock and Roll Hall of Fame del 2021.[20]